# Désolé (Gorillaz)
Désolé è un singolo discografico del gruppo musicale britannico Gorillaz, pubblicato nel 2020 ed estratto dall'album Song Machine, Season One: Strange Timez. Il brano musicale vede la partecipazione della cantante maliana Fatoumata Diawara.

## Tracce
- Download digitale

1. Machine Bitez #4 (with 2-D and Murdoc) – 0:35
2. Désolé (featuring Fatoumata Diawara) – 3:56
3. Machine Bitez #5 (with 2-D and Fatoumata Diawara) – 0:45

## Video
Il videoclip della canzone è stato diretto da Jamie Hewlett, Tim McCourt e Max Taylor ed è stato girato in Italia, precisamente sul lago di Como.